# Fouleix
Fouleix ist eine französische Gemeinde mit 273 Einwohnern (Stand 1. Januar 2022) im Département Dordogne in der Region Nouvelle-Aquitaine (vor 2016: Aquitanien). Die Gemeinde gehört zum Arrondissement Périgueux und zum Kanton Périgord Central.
Der Name in der okzitanischen Sprache lautet Folés, dessen Herkunft unklar ist. Es könnte von dem Namen einer Person germanischen Ursprungs und in der Folge vom Namen eines Ortes stammen, oder er ist keltischen Ursprungs und bezeichnet ein Landstück von harter Beschaffenheit, das es unsinnig erscheinen lässt, eine Kultivierung zu wagen.
Die Einwohner werden Fouleixois und Fouleixoises genannt.

## Geographie
Fouleix liegt ca. 25 km südlich von Périgueux und ca. 25 km nordwestlich von Bergerac in der Region Périgord Central der historischen Provinz Périgord.
Die Gemeinde liegt in einem hügeligen Gebiet und ist zu einem großen Teil mit Kastanienwäldern bedeckt.
Umgeben wird Fouleix von den Nachbargemeinden:
|                                              | Saint-Maime-de-Péreyrol                     |                          |
| Beauregard-et-Bassac Saint-Martin-des-Combes | Kompassrose, die auf Nachbargemeinden zeigt | Saint-Amand-de-Vergt     |
| Clermont-de-Beauregard                       | Saint-Félix-de-Villadeix                    | Val de Louyre et Caudeau |

Fouleix liegt im Einzugsgebiet des Flusses Dordogne. Der Caudeau, einer seiner rechter Nebenflüsse, markiert die Grenze zur südlichen Nachbargemeinde Saint-Félix-de-Villadeix. Der Retz, ein Zufluss des Caudeau, entspringt auf dem Gebiet der Gemeinde.

## Geschichte
Bearbeitete und polierte Steine, die auf dem Gebiet der Gemeinde gefunden wurden, lassen auf eine frühe Besiedelung schließen. Die Geschichte von Fouleix ist gekennzeichnet von aufeinanderfolgenden Kriegen. Der Hundertjährige Krieg zwischen 1337 und 1453 war eine Auseinandersetzung zwischen der englischen und der französischen Krone. Das Périgord war in dieser Zeit in weiten Teilen von blutigen Gefechten und Plünderungen betroffen. Ein Jahrhundert später forderten die Hugenottenkriege einen Blutzoll. Die Erhebung von neuen Steuern trotz einer allgemeinen Notlage führte zur Rebellion der Croquants im Jahre 1594. In der Folgezeit brachen weitere Aufstände während des 17. Jahrhunderts auf. Dörfer wie Fouleix traf die Krise mit voller Wucht, und die Brennpunkte vervielfältigten sich bis zum Jahre 1642, als Pierre Grellety, Anführer und „der letzte Croquant“, seine Kapitulation verhandelte.

### Toponymie
Toponyme und Erwähnungen von Fouleix waren:
- Foles (Kirchenregister des 13. Jahrhunderts),
- Paroch. de Foliata (1400, Schriftensammlung des Abbé de Lespine),
- Foleys (Kastellanei des Périgord, Archiv von Pau),
- Folesium (1510, Schriftensammlung Mourcin),
- Fouleix (1750, 1793 und 1801, Karte von Cassini, Notice Communale bzw. Bulletin des Lois).[6][7][8]

### Einwohnerentwicklung
Nach Beginn der Aufzeichnungen stieg die Einwohnerzahl in der Mitte des 19. Jahrhunderts auf einen Höchststand von rund 695. In der Folgezeit sank die Größe der Gemeinde bei kurzen Erholungsphasen bis zu den 1980er Jahren auf rund 170 Einwohner, bevor sich eine moderate Wachstumsphase einstellte, die heute noch anhält.
| Jahr      | 1962 | 1968 | 1975 | 1982 | 1990 | 1999 | 2006 | 2010 | 2022 |
| --------- | ---- | ---- | ---- | ---- | ---- | ---- | ---- | ---- | ---- |
| Einwohner | 202  | 209  | 188  | 172  | 186  | 204  | 188  | 221  | 273  |

## Städtepartnerschaften
Fouleix unterhält über den ehemaligen Kanton Vergt seit 1996 eine Städtepartnerschaft mit Saint-Jacques-de-Montcalm in der kanadischen Provinz Québec.

## Sehenswürdigkeiten

### PfarrkircheSaint-Pierre-et-Saint-Paul
Sie wurde im 11. oder 12. Jahrhundert im romanischen Stil errichtet und im 15. Jahrhundert umgestaltet, wahrscheinlich aufgrund von Schäden, die sie im Hundertjährigen Krieg erlitten hatte. Sie besitzt einen Grundriss in Form eines lateinischen Kreuzes und ist mit gleichmäßigem Mauerwerksverband gebaut. Das spitzbogenförmige Eingangsportal zur Vorhalle ohne Tympanon befindet sich am Fuß des dreigeteilten Glockenturms und gewährt Einlass in das Kircheninnere. Die Kirche ist mit einer Kuppel auf Pendentifs versehen. Heute dient sie nur noch zu Hochzeitsfeiern und Beerdigungen.

### Schloss Fileyssant
Es datiert aus dem 17. Jahrhundert und befindet sich am gleichnamigen Weiler an der Landstraße, um Dienerschaften und Pferde von Besuchern des Dorfes zu empfangen. Das Wohnhaus ist umgeben von einer Steinmauer mit Türmen an den beiden Ecken zur Landstraße. Diese haben eine runde Form und ähneln Taubenschlägen, die oft in der Region anzutreffen sind. Das Anwesen ist in Privatbesitz und ist der Öffentlichkeit nicht zugänglich.

## Wirtschaft und Infrastruktur

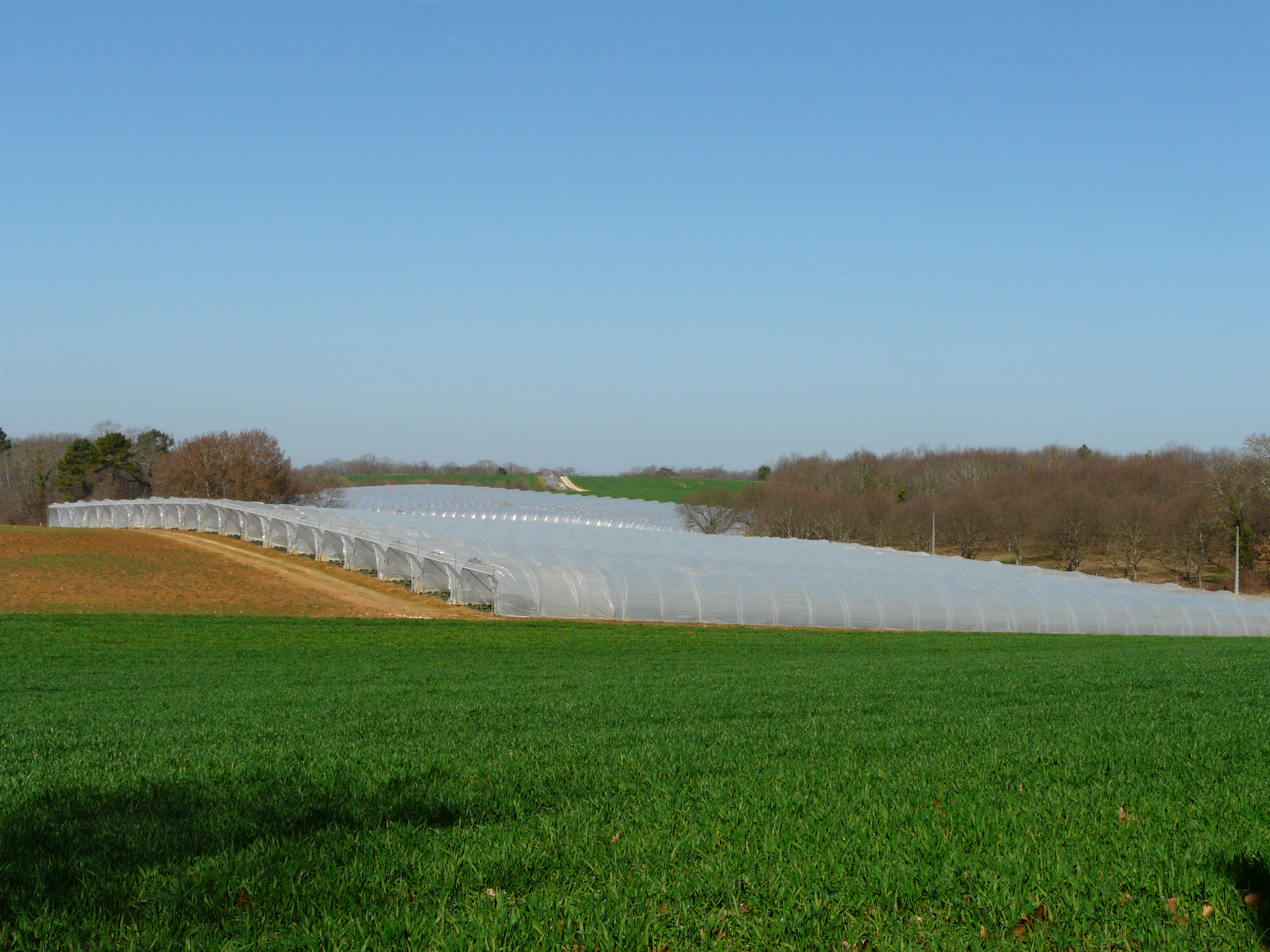
Erdbeerfeld in Fouleix

Landwirtschaft und „grüner“ Tourismus sind die wichtigsten Wirtschaftsfaktoren der Gemeinde.

### Bildung
Die Gemeinde verfügt über eine öffentliche Vor- und Grundschule mit 47 Schülerinnen und Schülern im Schuljahr 2018/2019.

### Verkehr
Die Route départementale 21 durchquert Fouleix zusammen mit ihrer Nebenstrecke, der Route départementale 21E, von Nord nach Süd und verbindet die Gemeinde im Süden mit Bergerac. Außerdem ist die Gemeinde erreichbar über die Route départementale 42, die sie im Nordwesten an die Route nationale 21, die Achse Périgueux–Bergerac, anbindet und im Osten zur Nachbargemeinde Saint-Amand-de-Vergt führt. Die Route départementale 38 Beauregard-et-Bassac führt im Westen zur Nachbargemeinde Beauregard-et-Bassac und im weiteren Verlauf ebenfalls zu einer Kreuzung mit der Route nationale 21.
Fouleix ist über eine Linie des Busnetzes Transpérigord, die von Périgueux nach Bergerac führt, mit anderen Gemeinden des Départements verbunden.